# حصار نارا
حصار نارا أو «حرق نانتو» (باليابانية: 南都焼討، بالروماجي: Nanto yakiuchi) هو حصار عسكري ضرب على مدينة نارا في اليابان بعد معركة أوجي الأولى ضمن حرب غينبيه عام 1181، من قبل قوات قبيلة تايرا المنتصرة في المعركة إنتقاماً من رهبان المدينة المحاربين الذين إنضموا إلى قوات ميناموتو.

## الأحداث
بعد إنتهاء معركة أوجي الأولى بإنتصار قوات قبيلة تايرا على قبيلة ميناموتو ومن معها من الرهبان المحاربين [الإنجليزية]، وبحثاً عن الإنتقام أقدمت قوات تايرا على حرق معبد مي-ديرا [الإنجليزية]، ثم توجهت إلى مدينة نارا، التي عارض فيها كافة محاربي الأديرة والمعابد اليابانية قبيلة تايرا وجيشها مما دفع كل من قادة قوات تايرا شيغيهيرا وتوموموري أبناء زعيم القبيلة كيوموري إلى فرض حصار على المدينة.
قام رهبان مدينة نارا، بحفر الخنادق في الطرقات وإبتكار أساليب دفاعية، وإعتمدوا في قتالهم بشكل الأساسي على السهام مع رماح الناغيناتا، في المقابل كان مقاتلي قبيلة تايرا يمتطون الخيل مما أعطاهم أفضلية كبيرة على الرهبان.
على الرغم من إستماتة الرهبان في الدفاع إلا أنهم خسروا المعركة ثم أقدم محاربي تايرا على حرق وتدمير كل المعابد في المدينة تقريباً منها كوفوكو-جي وتوداي-جي، نجى من الأخير مبنى شوسوين فقط.
مات تقريباً 3,500 شخص، في حرائق مدينة نارا.

## هامش
1: ذكر في حكايات هيكي، أن تاريخ المعركة هو يوم يوم 28 شهر 12 [jp] عام 1180 في التقويم القمري المستخدم آنذاك، وهذا اليوم يقابل اليوم 15 يناير 1181 بالتقويم الغربي.